# Municipio de Rockton
El municipio de Rockton (en inglés: Rockton Township) es un municipio ubicado en el condado de Winnebago en el estado estadounidense de Illinois. En el año 2010 tenía una población de 16441 habitantes y una densidad poblacional de 169,65 personas por km².

## Geografía
El municipio de Rockton se encuentra ubicado en las coordenadas 42°27′12″N 89°5′54″O / 42.45333, -89.09833. Según la Oficina del Censo de los Estados Unidos, el municipio tiene una superficie total de 96.91 km², de la cual 93.82 km² corresponden a tierra firme y (3.19%) 3.09 km² es agua.

## Demografía
Según el censo de 2010, había 16441 personas residiendo en el municipio de Rockton. La densidad de población era de 169,65 hab./km². De los 16441 habitantes, el municipio de Rockton estaba compuesto por el 90.79% blancos, el 2.99% eran afroamericanos, el 0.26% eran amerindios, el 0.97% eran asiáticos, el 0.02% eran isleños del Pacífico, el 2.88% eran de otras razas y el 2.09% pertenecían a dos o más razas. Del total de la población el 6.81% eran hispanos o latinos de cualquier raza.